# Видимість ЛГБТ на Пісенному конкурсі Євробачення

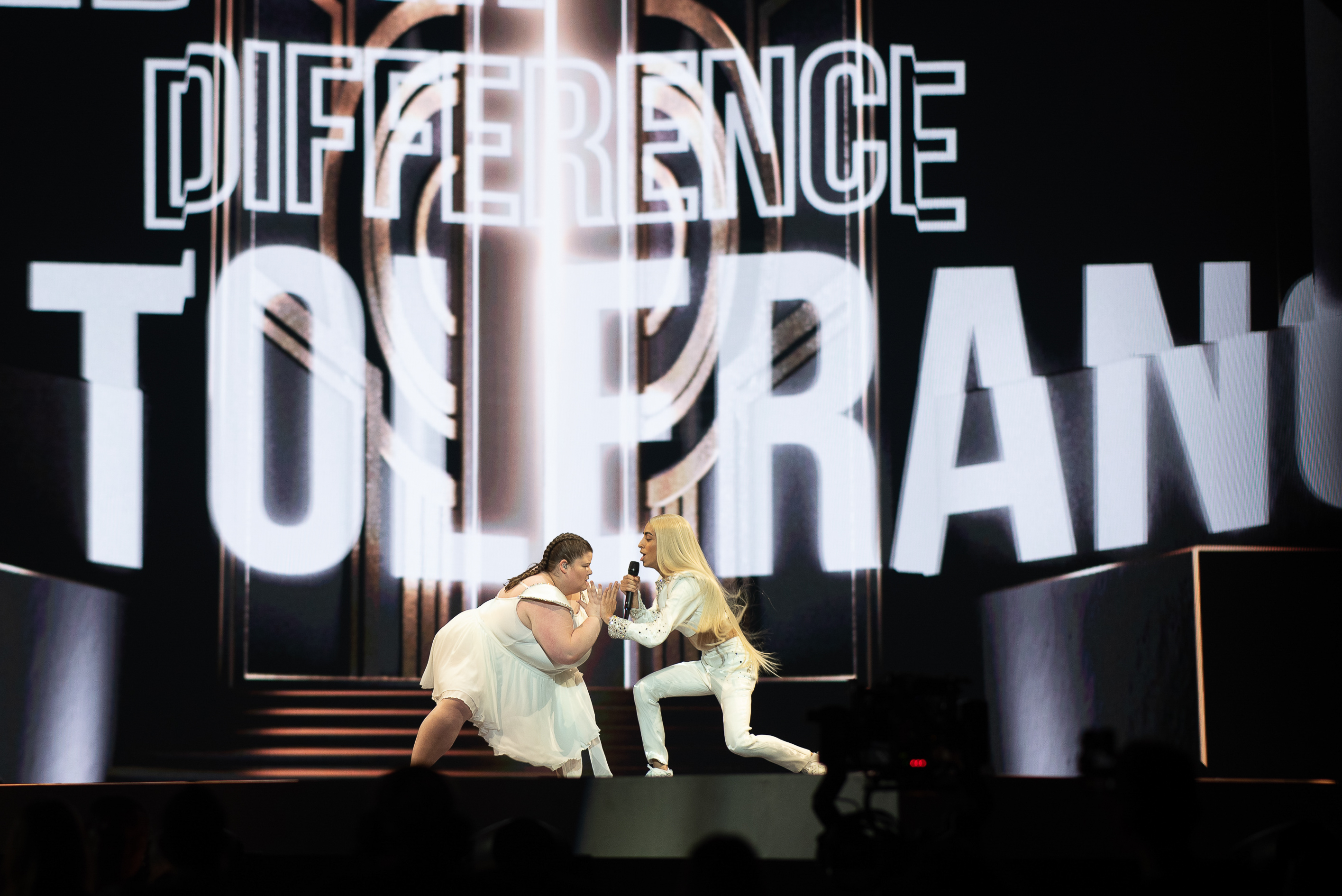
Білаль Ассані, який ідентифікує себе як квір, на сцені Євробачення 2019

Пісенний конкурс Євробачення має давню базу шанувальників у ЛГБТ-спільноті, і організатори Євробачення активно працювали з 1990-х років над залученням цієї фанбази до конкурсу.

## ЛГБТ-учасники

### Представники країн
Пол Оскар, представник Ісландії на конкурсі 1997 року, став першим відкритим геєм, який взяв участь у Євробаченні.
У 2011 році Велику Британію представляв гурт Blue. Його члени Дункан Джеймс та Лі Райан ідентифікують себе як гея та бісексуала відповідно.
У 2016 році представником Ізраїлю став Хові Стар, який є відкритим геєм. Дауе Боб, який того ж року представляв Нідерланди, називає себе бісексуалом.
Славко Калезич, який представляв Чорногорію у 2017 році, є відкритим геєм.
Серед представників країн на Євробаченні 2018, Саара Аалто (Фінляндія) є лесбійкою, а представник України, Mélovin, здійснив камінг-аут як бісексуал у 2021 році.
Білал Ассані, який представляв Францію у 2019 році, називає себе квіром. Том Хьюго, який представляв Норвегію у складі гурту KEiiNO, є відкритим геєм.
Серед учасників Євробачення 2021, які ідентифікують себе як представники ЛГБТ: Монтень (Австралія), яка відкрито називає себе бісексуалкою, Леслі Рой (Ірландія), яка є лесбійкою, Василь Гарванлієв (Північна Македонія), Жангю Макрой (Нідерланди) та Єндрік Зігварт (Німеччина) — ідентифікують себе як геї. Роксен (Румунія) ідентифікує себе як небінарну, а Хульда Крістін Колбрунардоттір, співачка з гурту Gagnamagnið, що представляв Ісландію, є пансексуалкою.
У 2022 році Ісландію представляв гурт Systur, учасниці якого поряд зі своєю музичною кар'єрою є активістками, що боряться за права трансгендерів. Одна з учасниць тріо, Елін, ідентифікує себе як ґендерно-флюїдну лесбійку, а Сіґґа має сина-трансгендера. Ізраїль та Австралію представляли Майкл Бен Девід та Шелдон Райлі відповідно, які ідентифікують себе як геї.
У 2024 році представники Швейцарії та Ірландію – Nemo та Bambie Thug – ідентифікують себе як небінарних людей.

### Переможці
Катріна Лесканіч, яка 1997 року принесла перемогу Великій Британії як солістка гурту Katrina and the Waves, з часом здійснила камінг-аут. Роком пізніше, у 1998-у, перша транс-виконавиця на Євробаченні, яка представляла Ізраїль Dana International, стала й першою транс-персоною, що перемогла на конкурсі. Окрім неї кілька відкритих членів ЛГБТ-спільноти з тих пір перемогли на Євробаченні. Серед них:
- Кончита Вурст, драг-персона відкритого гея Томаса Нойвірта, перемогла в конкурсі 2014 року як представниця Австрії.
- Відкрито бісексуальний виконавець від Нідерландів Дункан Лоренс став переможцем у 2019 році.
- Марія Шерифович (Сербія), яка виграла Євробачення 2007, згодом, у 2013 році, публічно оголосила себе лесбійкою[28].
- Лорін (Швеція), переможниця конкурсів 2012 та 2023 років, у 2017-му здійснила камінг-аут як бісексуальна персона[29].
- Вікторія Де Анджеліс, учасниця італійського гурту Måneskin, що переміг у 2021 році, відкрито ідентифікує себе як бісексуалку, а інший учасник гурту — Ітан Торчіо — називає себе «вільним від статі».
- Nemo (Швейцарія) – перша небінарна особа-переможець Євробачення (2024).

### Ведучі
Кілька ведучих пісенного конкурсу Євробачення також ідентифікували себе як представники ЛГБТ спільноти. Так, Ассі Азар, який був ведучим Євробачення 2019 в Ізраїлі, є геєм. Ніккі де Ягер, яка була обрана ведучою в Нідерландах у 2020 та 2021 роках стала першою трансгендеркою, що провела конкурс. Міка, який ідентифікує себе як гей, був хостом у 2022-у в Італії.